# Dudleya North
Dudleya North (* 1675 in London; † 25. April 1712 in London) war eine englische bzw. britische Orientalistin.
Dudleya North war die zweite Tochter von Charles North, 5. Baron North, und von Katherine († 1694), der einzigen Tochter von William Grey, 1. Baron Grey of Warke. Nach dem Tod ihres Vaters 1691 heiratete ihre Mutter Francis Russell, der 1694 Gouverneur von Barbados wurde, wo sie im selben Jahr starb. Dudleya wuchs zusammen mit ihren jüngeren Brüdern William und Charles auf und wurde mit ihnen zusammen von Privatlehrern unterrichtet. Die Geschwister besaßen eine enge Bindung zueinander und die beiden Brüder entwickelten eine tiefe Verehrung für ihre ältere, intelligente Schwester. Dudleya besaß ein natürliches Sprachtalent und sprach bald fließend Latein und Griechisch. Anschließend lernte sie Hebräisch, und nach weiteren Studien besaß sie eine umfassende Bildung in Orientalistik. Sie blieb zeitlebens mit ihren Brüdern eng verbunden. Ihr älterer Bruder William hatte zwar vorgehabt, sie zu verheiraten, doch sie hatte kein Interesse an einer Ehe, sondern lebte für ihre Studien. Sie starb 1712 im Haus ihrer Schwägerin in London, angeblich an Auszehrung. Dudleya wurde in der Familiengruft in Kirtling in Cambridgeshire begraben. 
Ihr Onkel Roger North übernahm ihren Nachlass, ihre Büchersammlung mit zahlreichen Fachbüchern über Orientalistik sowie mit ihren Manuskripten bildete den Grundbestand einer kirchlichen Bibliothek in Rougham in Norfolk. Die Bibliothek, die 1714 etwa 1.150 Bücher umfasste, wurde Ende des 18. Jahrhunderts aufgelöst, der Bestand wurde verstreut.